# کروموزوم ۱۶ (انسان)

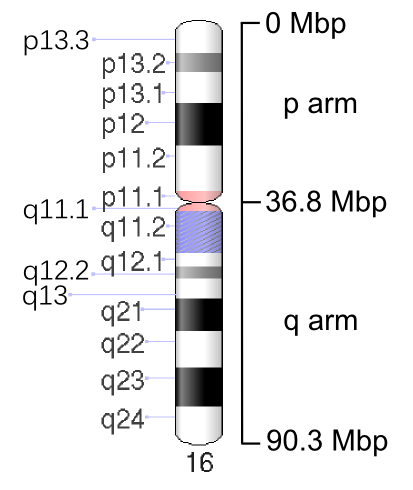
ایدئو گرام کروموزوم ۱۶ (انسان). MBP به معنی مگا جفت باز است. برای مشاهدهٔ دیگر منابع جایگاه کروموزومی را ببینید.

کروموزوم ۱۶ (انسان)، یکی از ۲۳ جفت کروموزوم در انسان است. انسان‌ها به طور معمول دو نسخه از این کروموزوم را در سلول‌های خود دارند. کروموزوم ۱۶ از بیش از ۹۰ میلیون جفت باز (اجزای تشکیل‌دهندهٔ دی‌ان‌ای) تشکیل یافته و در برگیرندهٔ تنها ۳ درصد از کل دی‌ان‌ای در سلول‌های انسان‌است.
در فوریه ۲۰۱۰، سبب تازه‌ای برای عارضهٔ چاقی بر پایهٔ ریزحذف بر روی کروموزوم ۱۶ اعلام شد. این آگاهی ممکن است در حدود ۱٪ از موارد چاقی را توضیح دهد.
شناسایی هویت ژن‌ها در هر کروموزوم یکی از زمینه‌های فعال در پژوهش‌های ژنتیکی است. پژوهش‌گران از روش‌های مختلفی برای پیش‌بینی تعداد ژن در هر کروموزوم استفاده می‌کنند، از این رو، شمار تخمینی ژن‌ها در هر کروموزوم همیشه یک‌سان نیست. دانشمندان بر این باورند که کروموزوم ۱۶ می‌تواند در بر گیرندهٔ بین ۸۵۰ و ۱۲۰۰ ژن یا بیشتر باشد. (تخمین تازه‌تر شمار ژن‌های این کروموزوم در جعبه اطلاعات ثبت است).